# تقدم یونانی
تقدم یونانی، نگاهی است که معتقد است عهد جدید مسیحی یا منابع آن در ابتدا به زبان یونانی (koine) نگاشته شده است. عموماً این نظریه در میان اکثر دانشمندان کتاب مقدس قبول شده است و آنان معتقدند اگر نه همه عهد جدید، اما عمده آن ابتدائاً به یونانی نوشته شده است. این در مقابل نظر آن گروههایی است که معتقد به تقدم آرامی یا تقدم عبری هستند.